# Ајдалу (Тексас)
Ајдалу (енгл. Idalou) град је у америчкој савезној држави Тексас. По попису становништва из 2010. у њему је живело 2.250 становника.

## Демографија
Према попису становништва из 2010. у граду је живело 2.250 становника, што је 93 (4,3%) становника више него 2000. године.
| Група             | 2000.         | 2010.         |
| Белци             | 1.192 (55,3%) | 1.163 (51,7%) |
| Афроамериканци    | 13 (0,6%)     | 31 (1,4%)     |
| Азијати           | 3 (0,1%)      | 0 (0,0%)      |
| Хиспаноамериканци | 927 (43,0%)   | 1.045 (46,4%) |
| Укупно            | 2.157         | 2.250         |